# Corporación de Radio-Televisión de Galicia

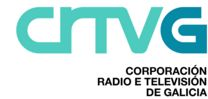
Logotipo da CRTVG.

A Corporación de Radio-Televisión de Galicia (CRTVG) é um organismo público com titularidade jurídica própria criada pelo Parlamento da Galiza em 1984 com o objetivo de colocar em funcionamento, gerir e explorar os meios de comunicação públicos da Galiza. Para o efeito e para contribuir com a normalização linguística e a coesão social da Galiza, foram criadas as sociedades anônimas Televisión de Galicia S.A. e Radio-televisión de Galicia S.A. com sinal que chegam a todo o território galego. O seu atual diretor geral é Alfonso Sánchez Izquierdo que está no cargo de o ano de 2009.

## Lista dos diretores gerais
| Anos      | Diretor                   |
| --------- | ------------------------- |
| 1985-1986 | Luis Losada               |
| 1986-1987 | Lois Caeiro               |
| 1987-1990 | Abilio Bernardo de Quirós |
| 1990-1994 | Ramón Villot              |
| 1994-2005 | Francisco Campos          |
| 2005-2009 | Benigno Sánchez           |
| 2009-     | Alfonso Sánchez Izquierdo |